# فرودگاه رانتاگیری
 فرودگاه رانتاگیری (به انگلیسی: Ratnagiri Airport) یک فرودگاه همگانی با کد یاتا RTC است که یک باند فرود آسفالت دارد و طول باند آن ۱۳۷۲ متر است. این فرودگاه در کشور هند قرار دارد و در ارتفاع ۹۳ متری از سطح دریا واقع شده است.